# Indura
Indura (biał. Індура) – wieś (agromiasteczko) na Białorusi, w rejonie grodzieńskim obwodu grodzieńskiego, ok. 25 km na południe od Grodna. Siedziba sielsowietu.
Dawne miasteczko w powiecie grodzieńskim. Siedziba parafii prawosławnej (pw. św. Aleksandra Newskiego) i rzymskokatolickiej (pw. Trójcy Przenajświętszej).

## Historia
W X-XI wieku założono tu gród obronny. W końcu XVIII wieku było to miasto magnackie położone w powiecie grodzieńskim województwa trockiego. 
Indura została wyzwolona po dwumiesięcznej bolszewickiej okupacji 24 września 1920 r. przez polskie oddziały II Brygady 21 Dywizji Piechoty Górskiej gen. Andrzeja Galicy. Walki trwały od godziny 8. rano w ciągu całego dnia z uwagi na zacięty opór bolszewików. Według Tadeusza Kutrzeby Indura przechodziła z rąk do rąk w ciągu dnia kilka razy. Udało się na stałe opanować miasteczko dopiero o godz. 22., po czym brygada po krótkim odpoczynku ruszyła w kierunku Niemna do Komotowa. Prowadząc natarcie ze strony Odelska na Indurę oddziały 21. Dywizji Górskiej stoczyły zacięte walki z cofającymi się oddziałami bolszewickimi pod Żarnówką Małą i Wielką. Według Janusza Odziemkowskiego w walkach o Indurę Dywizja Górska straciła około 200 żołnierzy. Miejsce spoczynku żołnierzy polskich poległych w tych walkach nie jest znane.
Za II Rzeczypospolitej siedziba wiejskiej gminy Indura.
Według Powszechnego Spisu Ludności z 1921 roku miasteczko zamieszkiwało 2.323 osoby, wśród których 546 było wyznania rzymskokatolickiego, 68 prawosławnego a 1.709 mojżeszowego. Jednocześnie 769 mieszkańców zadeklarowało polską przynależność narodową, 41 białoruską, 1.507 żydowską, 5 rosyjską a 1 łotewską. Było tu 336 budynków mieszkalnych.
Podczas okupacji hitlerowskiej, w sierpniu 1941 roku Niemcy utworzyli getto dla żydowskich mieszkańców. Przebywało w nim około 2800 osób. 2 listopada 1942 roku Niemcy ostatecznie zlikwidowali getto. Żydów wywieziono do obozu w Kiełbasinie.

## Zabytki

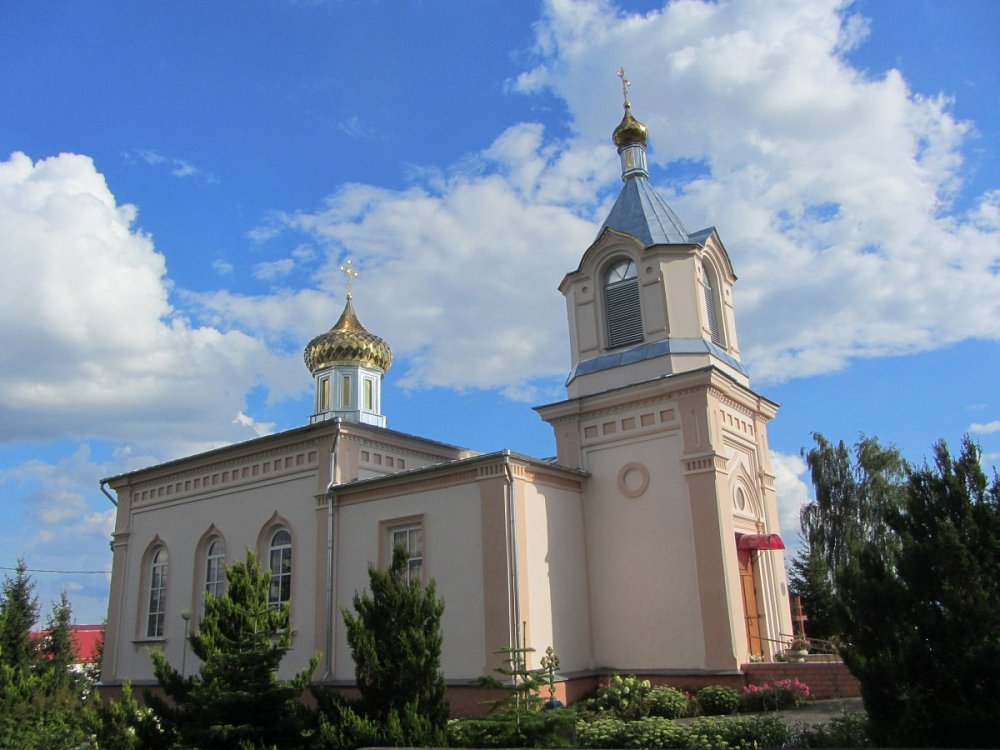
Cerkiew św. Aleksandra Newskiego

- cerkiew prawosławna pw. św. Aleksandra Newskiego, 1881
- kościół katolicki pw. Św. Trójcy z 1815 r.
- mogiła 8 żołnierzy Wojska Polskiego z 1920 roku na cmentarzu parafialnym – po lewej stronie głównej alei bliżej muru
- cmentarz żydowski
- Wielka Synagoga z 1885 przy ul Żydowskiej[7]
- mykwa przy ul. Gorkiego 6